# Mistrz Świętego Wawrzyńca
 Mistrz Świętego Wawrzyńca – gotycki malarz czynny w latach 1415-1430 w Kolonii.
Jest autorem obrazu ołtarzowego pt. Maryja w ogrodzie Eden, w dawnym kościele św. Wawrzyńca w Kolonii. Jego przydomek pochodzi od miejsca, w którym znajduje się jego praca. Jego styl ukształtował się w kolońskiej szkole malarstwa, charakteryzował się elegancką kompozycją i mieszanką barw żółci i różu.